# Antón Lizardo
Antón Lizardo är en ort i Mexiko.   Den ligger i kommunen Alvarado och delstaten Veracruz, i den sydöstra delen av landet, 300 km öster om huvudstaden Mexico City. Antón Lizardo ligger 9 meter över havet och antalet invånare är 6 535.
Terrängen runt Antón Lizardo är platt. Havet är nära Antón Lizardo åt nordost.  Närmaste större samhälle är Boca del Río, 12,1 km väster om Antón Lizardo.